# Passerelle suspendue d'Agen
La passerelle d'Agen  est une passerelle suspendue à Agen permettant de franchir la Garonne entre la promenade du Gravier et l'extrémité de la rue Gambetta.
Le 22 septembre 2021, un bout de la passerelle s'est effondré à la suite du passage d'un camion grue ayant emporté ce bout. Un piéton de 64 ans et sa petite fille de 4 ans étaient légèrement blessés .

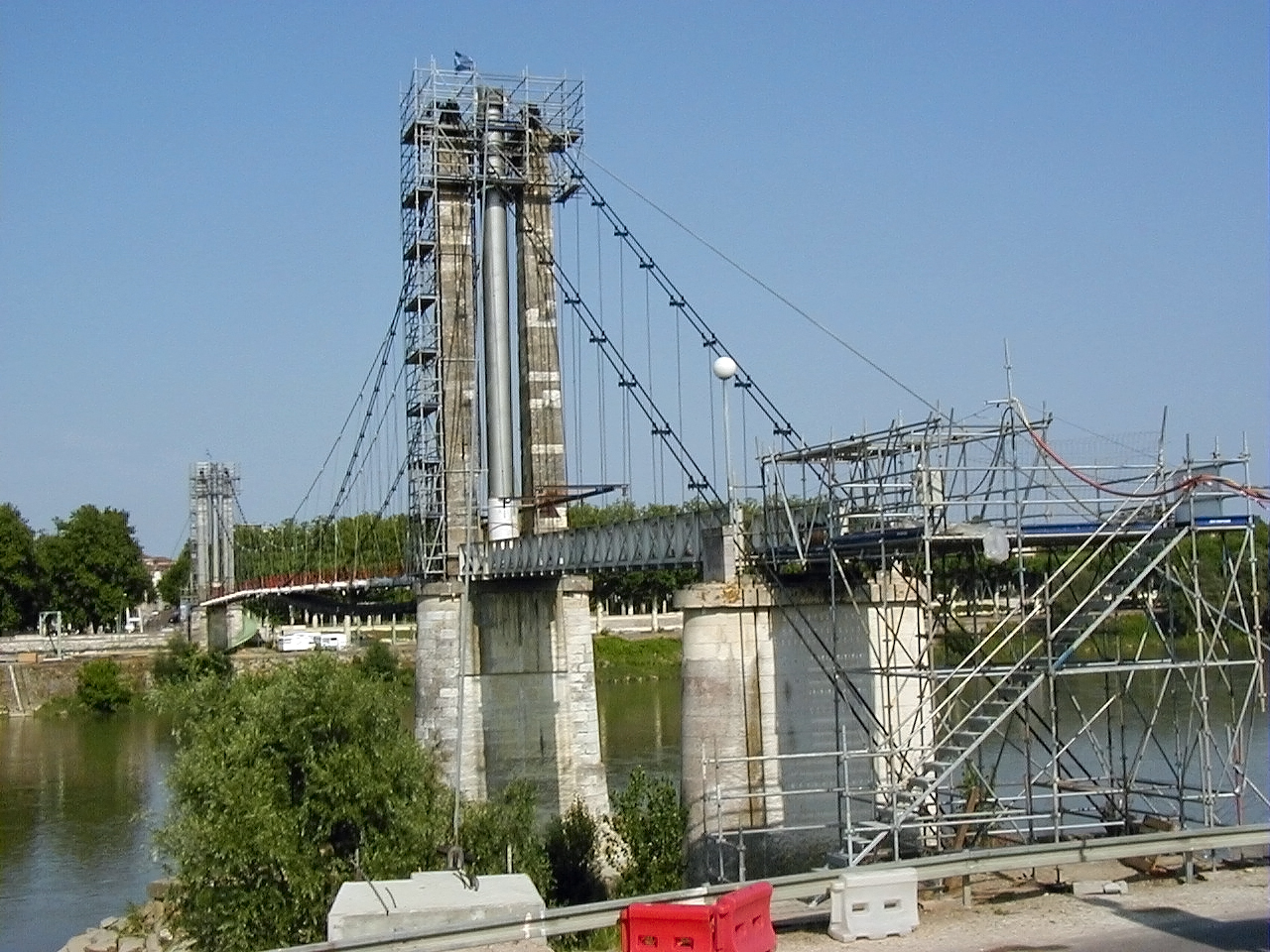
La passerelle en cours de rénovation en 2001.